# 雅罗斯拉夫斯基 (滨海边疆区)
雅罗斯拉夫斯基（羅馬化：Yaroslavskiy）是俄罗斯滨海边疆区的市级镇、霍罗利区第二大聚居地，也是该区唯一的市级镇。地处滨海边疆区西南部，位于区行政中心霍罗利村东南、边疆区首府符拉迪沃斯托克（海参崴）北偏东方。附近的城市有乌苏里斯克（双城子）和斯帕斯克达利尼。
该地2022年人口有8,021人；2010年人口9,104；2002年人口10,254；1989年人口11,715。